# 2937 Gibbs
Gibbs (asteroide 2937) é um asteroide da cintura principal, a 0,729081 UA. Possui uma excentricidade de 0,3033851 e um período orbital de 1290,7 dias (3,53 anos).
Gibbs tem uma inclinação de 21,75645º.
Este asteroide foi descoberto em 14 de Junho de 1980 por Edward Bowell.
Seu nome é uma homenagem ao matemático estadunidense Josiah Willard Gibbs. 